# 筆責め
筆責め（ふでぜめ）は、BDSMプレイの一種で、パートナーが相手の体の表面を、筆や刷毛の毛先でくすぐる行為。

## 概要
責め手が被虐側の素肌、あるいは薄い下着の上などから、筆でその肉体の表面をくすぐる行為であり、これによって皮膚の神経を刺激され、くすぐったさと焦れったさなどがないまぜになった微妙な感覚が発生。ある種のマゾヒストは、この感覚が性的な快感に転化していく。この結果、被虐者が大きな笑い声、あるいは泣き声、またはそのどちらともつかぬ悲鳴を上げる例も多い。
通例の筆責めは、被虐者が女性の場合なら乳首やクリトリス、蟻の門渡りといった俗にいう神経のツボとなる性感帯を筆で刺激することで、プレイは成立する。だがもちろん、一方で特に責めるべき肉体の部位は限定されておらず、被虐者の多様な性感帯もしくは敏感な部位を責め手が自在に探り出し、そこを筆でくすぐることで十分にプレイになりうる。
筆責めは、多様なSMプレイの中では比較的、危険度が少ない一方、責め手の技巧と被虐者の素質によっては高い効果を発揮し、SM愛好家にとっての見栄えが良い場合も少なくない。それゆえアダルトビデオやポルノ映画などでもよく見られる描写である。ただし小説などではその微妙な感興が表現しにくいためか、筆力に富んだ作家の作品を別にして、登場例が少ないきらいがある。

## 補助・準備プレイ

### 緊縛
被虐者は自由を奪われて（例えば裸身を緊縛されて）筆責めを受ける例も良く見られるが、これはくすぐったさから被虐者が本能的に身を逃がすのを阻む意味合いも強い。それゆえ倒錯した性行為として、被虐者自身が筆責めを望んでいながらも、本能的に責め手から体をかわしてしまう状況などを回避するためにも、筆責めの際の緊縛はかなり有益なものといえる。

### 剃毛
筆責めに効果的なプレイとして、被虐者の陰毛を剃り上げる剃毛も挙げられる。通例はマゾヒストの羞恥心を高めたり、サディストの征服欲を高める目的の行為だが、筆責めに際しては、一般的に特に神経が敏感な性器周辺を庇護する陰毛を除去し、むき出しになった該当部分を存分に責めなぶるという、より明確な興趣が成立する。この意味で剃毛は、筆責めに連携した責め行為として非常に効果的なものである。

## バリエーション
筆責めの変形もしくはその一種として、性行為としてのボディペインティングがある。これは裸体に絵を描いていくという大きな目的があるものの、実働においては素肌の上で筆を動かし相手の敏感な神経や性感帯を刺激するもので、プレイの趣旨としてはほぼ同一といえる。

## 筆の種類
特に性行為に専科された特定の筆というものは見られず、市販される、あるいは画家や書道家が使用する筆全般で対応できる。ただし筆の毛先の固さ・柔らかさや穂先の毛量などは、責め手の技量や被虐者の感度などの相性によって千差万別であり、これというものはないと思われる。また画家や書道家が用いる、筆の延長の道具としての刷毛なども使い方によっては高い効果を得られる。